# Avi Sagild
Avi Sagild (* 22. Februar 1933 in Pittsburgh, Vereinigte Staaten; † 19. September 1995 in Kopenhagen) war eine in den Vereinigten Staaten geborene, in Dänemark lebende Schauspielerin und bekennende Sozialistin mit Faible für die DDR.

## Leben
Sagild war die Tochter des Direktors der Filmgesellschaft RKO Richard Helweg Lange und war fünf Jahre als Kind in den Vereinigten Staaten Schauspielerin, bevor sie sich 1951 als 18-Jährige in Dänemark niederließ. Sie erlernte schnell die dänische Sprache und nahm 1958 eine Schauspielausbildung an der Eleveskole des Königlichen Theaters Kopenhagen auf. Danach war sie selbst am Det Kongelige Teater tätig und trat dort als Theaterschauspielerin in verschiedenen Hauptrollen auf, wie unter anderem in dem Stück Indenfor Murene (Innerhalb der Mauern). Anschließend war sie am Comediehuset, Det Danske Teater und am Fiolteatret in Kopenhagen tätig.
Als Filmschauspielerin spielte sie in mehreren dänischen Film- und Fernsehproduktionen mit. Im dänischen Fernsehen hatte sie ihre bekanntesten Auftritte in den Fernsehserien Fiskerne (Die Fischer. nach einem Roman von Hans Kirk), Die Leute von Korsbaek (Matador) in Kald mig Liva und in Charlot og Charlotte (Charlot und Charlotte). Dem deutschen Publikum wurde sie insbesondere durch ihre Rolle in der dänischen Verfilmung von Henry Millers Roman Stille Tage in Clichy im Jahr 1970 bekannt.
Sie wurde auf dem Alten Friedhof von Frederiksberg (Frederiksberg Ældre-Kirkegård) beigesetzt.

## Filmografie (Auswahl)
- 1958: Mariannes bryllup
- 1960: The Greeneyed Elephant (Elefanter på loftet)
- 1962: Venus fra Vestø
- 1964: Don Olsen kommer til byen
- 1968: Min søsters børn vælter byen
- 1970: Stille Tage in Clichy (Stille dage i Clichy)
- 1971: Den forsvundne fuldmægtig
- 1981: Die Leute von Korsbaek (Matador)
- 1993: Schwarze Ernte (Sort høst)
- 1996: Charlot og Charlotte (Fernsehserie)

## Kritik
Laut Dänischem Filminstitut (DFI) überraschte Avi Sagild „als Mara in Jens Jørgen Thorsens Henry-Miller-Film Stille Tage in Clichy mit einer starken, zugleich sinnlichen und geheimnisvollen Ausstrahlung. Hier macht sie mit ihrer charaktervollen Schönheit und ihrer vorbehaltlosen Gefühlsstärke ihren Auftritt zu einem der Höhepunkte des Films.“

## Privates
Sagild war mit dem dänischen Musiker Niels Jørgen Steen verheiratet. Das Paar hatte zwei gemeinsame Kinder, die Schauspielerin Paprika Steen und den Musiker und Schauspieler Nikolaj Steen. Sie ist außerdem auch die Mutter des Musikers Kim Sagild.